# Батане
Батане (на македонска литературна норма: Батање) е село в централната източна част на Северна Македония, община Карбинци.

## География
Селото е разположено на около 5 километра западно от общинския център Карбинци, в най-крайните югозападни склонове на Осоговската планина, а землището му на юг се простира в широката долина на река Брегалница.

## История
След Първата световна война в рамките на държавната политика за колонизиране на Вардарска Македония в 1928 година в Овче поле е създадена колонията Нова Батаня (Нова Батања), в която заселниците са от различни части на бившата Австро-Унгария. Условията обаче се оказват неподходящи за заселниците и от общо 160 семейства в 1928 г. остават само 16, а другите се връщат обратно.
По време на Втората световна война останалите колонисти се изселват и на тяхно място се заселват хора от Кратовско, Злетовско и други.